# Złodziej nad złodzieje
Złodziej nad złodzieje (Der Meisterdieb) – baśń ludowa opublikowana w 1843 roku przez braci Grimm w piątym wydaniu ich zbioru  Baśni (tom 2, nr 192).
Baśń ma korzenie norweskie. Dłuższą wersję tej baśni (której tytuł brzmi Mestertyven) spisali i opublikowali Peter Christen Asbjørnsen i Jørgen Moe w zbiorze Norske Folkeeventyr.

## Treść według braci Grimm[2]
Dawno, dawno temu pod chatę ubogiego wieśniaka zajechała bogata kareta. Wysiadający z niej podróżny oświadczył, że pragnie skosztować chłopskiego jadła. Wieśniak zaprosił go do siebie, a jego żona przygotowała posiłek. W trakcie rozmowy wieśniak opowiedział o swoim synu, któremu nigdy nie chciało się pracować i który w końcu porzucił dom i słuch po nim zaginął. Wówczas podróżny oświadczył, że to on jest zaginionym synem.
Wieśniak i jego żona ucieszyli się, kiedy dowiedzieli się, że odzyskali syna. Ale ich radość zmieniła się w smutek, gdy dowiedzieli się, że jest on teraz, jak sam się określił: złodziejem nad złodzieje. Nadal jednak go kochali i ostrzegli, żeby trzymał się z dala od miejscowego hrabiego. Hrabia był jego ojcem chrzestnym, ale gdyby dowiedział się, jaki zawód teraz uprawia, mógłby skazać go na szubienicę. Jednak syn zapragnął porozmawiać z hrabią.
Hrabia przyjął go z szacunkiem sądząc, że ma do czynienia z bogatym panem. Kiedy jednak dowiedział się, że jest on złodziejem oświadczył, że nie każe go powiesić od razu, gdyż jest jego synem chrzestnym. Skoro jednak się chwali, że jest najlepszym złodziejem, wystawi jego zręczność na próbę. Jeśli się sprawdzi – zachowa życie, ale jeśli nie – zawiśnie. Złodziej nad złodzieje przystał na to. 
Zadań było trzy, miały być dokonane nocą. Pierwszym było ukradzenie konia ze stajni hrabiego. Drugim kradzież prześcieradła, na którym hrabia z żoną spali oraz pierścionka żony. Ostatnim zadaniem miało być porwanie proboszcza i zakrystiana z kościoła. 
Pierwsze zadanie okazało się najprostsze, mimo że hrabia rozstawił przed stajnią swoich ludzi, którzy byli poinformowani o planowanej kradzieży. Złodziej nad złodzieje przebrał się za staruszkę, która szuka noclegu. Ludzie hrabiego udzielili go jej, ale w zamian zażądali wina, które rzekoma staruszka miała przy sobie. Wkrótce wszyscy ludzie się upili i posnęli, a złodziej nad złodzieje spokojnie wyjechał na koniu.  Następnego dnia pojawił się przed hrabią i opowiedział jak udało mu się ukraść konia. 
Następnej nocy po kradzieży, hrabia kazał pozamykać wszystkie zamki w drzwiach pałacu, a sam czuwał uzbrojony. Także hrabina mocno trzymała swoją obrączkę. Złodziej tymczasem, zakradł się nocą pod szubienicę i odciął ciało skazańca. Posadził sobie trupa na ramiona i podszedł z nim do pałacu hrabiego. Kiedy wspinał się po drabinie, czuwający hrabia ujrzał postać ludzką przez okno i wystrzelił ze strzelby. Złodziej puścił trupa na ziemie, a hrabia zbiegł na dół i zaczął pośpiesznie kopać grób dla swojej ofiary, której w ciemności nie poznał. Tymczasem złodziej nad złodzieje wszedł do środka i udając w ciemności głos hrabiego zażądał od żony wydania prześcieradła i obrączki, gdyż pragnie pochować z nimi zastrzelonego złodzieja. Żona sądząc, że to polecenie męża, oddała mu oba te przedmioty. Następnego dnia złodziej nad złodzieje, pojawił się przed zdumionym hrabią i opowiedział jak udało mu się go przechytrzyć. 
By wykonać trzecie zadanie, złodziej nad złodzieje, wysypał na cmentarzu worek raków. Na każdym z nich przyczepił świecę. Potem, odpowiednio przebrany i ucharakteryzowany, oświadczył, że jest świętym Piotrem. Teraz nadszedł koniec świata i zmarli na cmentarzu zbierają swoje kości. Kto chce dostać się do nieba, musi wejść do jego worka. Wezwanie to usłyszeli ksiądz i zakrystian, którzy widząc chodzące ogniki na cmentarzu i słysząc głos, uwierzyli, że to naprawdę święty Piotr. Czym prędzej podeszli do niego i weszli do jego worka. Złodziej nad złodzieje, zawiązał go i zaciągnął do pobliskiego kurnika. Wrzucił worek do środka i zamknął kurnik. Następnego dnia wyjawił hrabiemu gdzie są ksiądz i zakrystian, i w jaki sposób ich uwięził. 
Hrabia był pod wrażeniem kunsztu złodzieja. Darował mu karę, ale kazał wynosić się z jego ziem. Złodziej pożegnał się z rodzicami i wyruszył w świat.

## Ekranizacje
- Baśnie Braci Grimm: Simsala Grimm (Złodziej nad złodziejami - odcinek 7) – niemiecki serial animowany z 1999 roku
- Złodziej nad złodziejami – niemiecki film familijny z 2010 rok